# Samsung SGH-U600
Samsung SGH-U600 — модель стільникового телефона фірми «Samsung Electronics». Відкритий GSM-слайдер з 3.2-мегапіксельною камерою.
Яскравий дисплей з розширенням 240x320 пікселів займає левову долю зовнішньої поверхні телефона. Як і в інших слайдерах, поверхня SGH-U600 ковзає вгору, щоб відкрити цифрову клавіатуру.
Є слот розширення для карт пам'яті MicroSD.
Телефон володіє версією Bluetooth 2.0 (с A2DP), GPRS Class 10 для швидкої передачі даних через Інтернет з можливістю завантаження, MP3-плейером та FM-радіо.

## Технічні характеристики
- GSM 850 / 900 / 1800 / 1900
- Стільникова технологія: GSM
- Час розмови: 3 год. 30 хв.
- Інтернет-браузер: WAP 2.0 / xHTML
- Обсяг пам'яті: 60 Мб
- Тип розширення пам'яті: MicroSD

Особливі характеристики:
- Bluetooth
- Голосове управління
- Вбудований Handsfree
- Java-технологія
- MP3-програвач
- FM-радіо
- Органайзер

- Тип моделі: слайдер
- Камера: 3.2 мегапікселя
- Дисплей: 240x320 пікселів
- Можливість з'єднання: USB support, безпровідний Bluetooth
- Розміри: 4.08" x 1.94" x 0.4